# Alexandra Mathis
Alexandra Mathis (* 5. Januar 1992) ist eine österreichische Badmintonspielerin.

## Karriere
Alexandra Mathis nahm 2010 an den Olympischen Jugend-Sommerspielen teil. Im selben Jahr gewann sie zwei Juniorentitel in Österreich. Ein Jahr später siegte sie erstmals bei den nationalen Titelkämpfen der Erwachsenen.

## Sportliche Erfolge
| Saison | Veranstaltung                              | Disziplin   | Platz | Name                                 |
| ------ | ------------------------------------------ | ----------- | ----- | ------------------------------------ |
| 2010   | Österreich: Junioren-Einzelmeisterschaften | Dameneinzel | 1     | Alexandra Mathis                     |
| 2010   | Österreich: Junioren-Einzelmeisterschaften | Damendoppel | 1     | Belinda Heber / Alexandra Mathis     |
| 2011   | Österreich: Einzelmeisterschaften          | Damendoppel | 1     | Belinda Heber / Alexandra Mathis     |
| 2012   | Österreich: Einzelmeisterschaften          | Damendoppel | 1     | Elisabeth Baldauf / Alexandra Mathis |
| 2013   | Österreich: Einzelmeisterschaften          | Damendoppel | 1     | Elisabeth Baldauf / Alexandra Mathis |